# Antoine Mendy (basket-ball)
Pour les articles homonymes, voir Antoine Mendy.
Antoine Mendy, né le 16 août 1983 à Paris, est un joueur professionnel franco-sénégalais de basket-ball. Il évolue au poste d'ailier.

## Biographie
Après un passage en Suisse, au club de Boncourt, où il remporte la Coupe de la Ligue suisse 2005 et 2006 et la Coupe de Suisse cette dernière année, il retrouve la France, jouant avec Reims, puis Pau Orthez. Dans ce dernier club, où il évolue depuis 2007, il participe au titre de champion de France de Pro B 2010 et ainsi à la remontée en Pro A au terme de cette saison. Après la descente en 2012, il participe à une deuxième remontée dans l'élite avec le club béarnais, celle-ci étant obtenue à la suite de la première place au classement de la saison régulière.
Le 9 juillet 2015, il signe à l'Orléans Loiret Basket .

### Sélection nationale
Il a porté le maillot de l'équipe du Sénégal lors du Championnat d'Afrique 2009 à Tripoli
membre de longue date de l'équipe nationale sénégalaise de basket-ball. Avec le Sénégal, il a participé aux tournois FIBA AfroBasket suivants :  le Championnat d'Afrique de la FIBA 2009, le Championnat d'Afrique de la FIBA 2011, l'AfroBasket 2015 et l'AfroBasket 2017. Il a remporté des médailles de bronze au Championnat d'Afrique à l'AfroBasket 2017.
Il a également joué avec le Sénégal à la Coupe du monde de la FIBA 2014 et à la Coupe du monde de la FIBA 2019.[ 19] 

## Palmarès
- Vainqueur de la Coupe de la Ligue suisse 2005 et 2006
- Vainqueur de la Coupe de Suisse 2005
- Champion de France de Pro B 2010
- 3e du championnat d'Afrique 2017
- 2007-2008 : Vainqueur du trophée des champions